# 호엔 노이엔도르프역
호엔 노이엔도르프 바이 베를린역(Bahnhof Hohen Neuendorf (b Berlin))은 브란덴부르크주 오버하펠군 호엔 노이엔도르프에 있는 베를린 S반의 철도역이다. 1877년에 최초로 개통했고 1924년에 개통 당시 위치에서 남쪽으로 떨어진 현재 위치로 이설했다. 1961년부터는 동베를린으로 직통하는 S반 노선이 운행을 시작했다. 1928년까지는 단순히 호엔 노이엔도르프역으로만 불렸으며, 그 해부터 바이 베를린(b Berlin)이 병기되었다.

## 역사
1877년 7월 10일에 베를린 북부선의 남부 구간이 개통했다. 베를린 근교선 운행 초기에는 철도 운행용으로 개조한 버스를 사용했으며, 1877년 말에는 베를린-오라니엔부르크간 하루 3회 왕복 열차가 운행했다. 호엔 노이엔도르프 정거장은 그 해 9월 1일에 개통했으며, 초기에는 하계 임시열차만 운행했다. 1881년/1882년 시간표 개정부터 사계절 정차가 시작되었다. 베를린과 오라니엔부르크간의 근교선 교통량이 증가하면서 1890년/1891년에 복선화되었고, 1891년 10월 1일부터 근교선 운임이 도입되었다. 그 해부터 일일 열차 운행이 왕복 8회에서 13회로 확대되었고, 호엔 노이엔도르프역에는 모든 근교선 열차가 정차했다.
제1차 세계 대전 이전까지는 근교선 열차가 시간당 1~2회 정차했다. 철도 교통 접근성이 향상되면서 철도역 인근에 주택 단지 개발이 진행되었다. 개통 당시의 역사는 시가지와 분리되어 호엔 노이엔도르프 교회에서 약 800 m 동쪽으로 떨어져 있었지만, 구 시가지, 구 호엔 노이엔도르프역, 약 1 km 남쪽에 있었던 슈톨페역을 기점으로 시가지가 발달하기 시작했다. 시가지 일부는 북부선 동쪽으로도 팽창했다.
제1차 세계 대전 종전 이후 북부선의 용량이 한계에 다다르기 시작했다. 1918년 말에는 근교선과 장거리선 분리를 위하여 프로나우역-비르켄베르더역 구간의 복복선화가 시작되었다. 일부 경로가 변경되었고 철도 건널목은 고가화되거나 과선교가 설치되었다. 호엔 노이엔도르프역도 약 200 m 남쪽으로 이설되었고 슈톨페역이 폐역되었다. 새로운 역사가 건설되었고, 1년 후에는 주거지로 연결되는 남쪽 출입구가 추가되었다.
1925년에는 ET 169형 전동차 운행을 위하여 근교선이 제3궤조 직류로 전철화되었다. 그 해 6월 5일부터는 베를린-호엔 노이엔도르프-비르켄베르더간 전동차 운행이 시작되었고, 10월 초에는 오라니엔부르크까지 전동차 운행이 연장되었다. 1930년부터 S반이라는 명칭이 도입되었다. 1939년 베를린 남북 S반선 개통 이후로 베를린 반제역까지 직통하는 노선이 영업을 시작했고, 현재의 S1 노선의 시초가 된다.
1952년 5월 18일부터 동독과 서베를린간 장거리선 열차 운행이 중단되었고, S반 운행은 계속되었다. 호엔 노이엔도르프역은 동독 영내의 마지막 역이었고 서베를린 진입 전 검문이 진행되었다. 1950년대 초반부터 승객 및 수화물 검문이 시작되었고, 1954년부터는 검문 시간을 감안하여 최대 7분간 정규 정차 시간이 배정되었다. 1950년대 중반에는 호엔 노이엔도르프역 이남의 서베를린 구간에서 대부분 무정차 통과하여 동베를린에 있는 베를린 볼랑크슈트라세역까지 운행하는 편성이 생겼다. 1961년 8월 13일 베를린 장벽 건설 이후에는 호엔 노이엔도르프-베를린 프로나우 구간 S반 운행이 중단되었고, S반 운행도 오라니엔부르크-호엔 노이엔도르프로 축소되었다. 이 지역을 동베를린과 다시 연결하기 위해서 베를린 외곽순환선과의 연결선 설치 및 일부 구간이 제3궤조 직류로 전철화되었고, 그 해 11월 19일에 운행이 시작되었다. 베르크펠데역 방면 신규 선로가 역 남단에서 합류 및 분기했기 때문에 9월 22일에 남부 출입구가 폐쇄되었다. 운행 초기의 불안정성을 극복하고 1960년대 중반에는 20분 배차 간격이 안정화되었다. 평시 운행 계통은 블랑켄부르크 경유 쇠네펠트 공항 방면, 저녁 및 주말에는 슈핀들러스펠트 방면으로 운행했다.
독일의 재통일 이후 1992년 5월부터 호엔 노이엔도르프-프로나우 구간이 복구되었고 베를린 도심 진입을 위해서 우회할 필요가 없어졌다. 제2차 세계 대전 직전의 반제 방면 S1 운행 계통이 복원되었다. 외곽 순환선 방면 열차는 20분 간격으로 계속 운행했으며, 초기에는 S10으로 불렸다가 이후 S8로 개칭되었다. 북쪽 종착역은 오라니엔부르크에서 비르켄베르더로 단축되었다. 남쪽 종착역은 블랑켄부르크역 경유 그뤼나우역 및 초이텐역이다. S1 운행 계통과 유사하게 20분 배차 간격으로 운행하지만 야간에는 배차 간격이 더 길어진다. 1990년대에는 승강장, 2001년/2002년에는 역 개보수공사가 진행되었다.
1인 승무용 ZAT 도입 이후에도 승강장에서 출발 통제가 진행된다.

## 인접 정차역
호엔 노이엔도르프 시내버스 822번, 오버하펠군 버스 806번이 정차한다.
| 베를린 S반                       | 베를린 S반 | 베를린 S반                       |
| -------------------------------- | ---------- | -------------------------------- |
| 비르켄베르더 오라니엔부르크 방면 | S1         | 베를린 프로나우 베를린 반제 방면 |
| 비르켄베르더 방면                | S8         | 베르크펠데 그뤼나우/빌다우 방면  |